# Overton (Lancashire)
Overton es una localidad situada en Lancashire, Inglaterra (Reino Unido). Tiene una población estimada, a mediados de 2019, de 958 habitantes.
Está ubicada en el centro de la región Noroeste de Inglaterra, cerca de la frontera con la región de Yorkshire y Humber, de la ciudad de Lancaster —la capital del condado—, de la costa del mar de Irlanda y a poca distancia al norte de las ciudades de Liverpool y Mánchester.